# Pattani (rivier)
De rivier de Pattani ontspringt in de provincie Yala in het district Betong. In deze provincie ligt ook het Bang Lang-reservoir, dat door een dam in de rivier gevormd wordt. De rivier stroomt in de provincie Pattani in de baai van Pattani, (Ao Pattani), een hoefijzervormige baai aan de Golf van Thailand bij de stad Pattani. De Pattani is 214 kilometer lang en is hiermee de langste rivier in het zuidelijke gedeelte van Thailand.